# محمد بن محمد سالم
هو محمد بن محمد بن محمد سالم بن محمد سعيد بن محمد بن عمر بن أبي السيد بن أبي بكر بن علي بن (يمغدش) السالم بن وديعة الله بن عبد الله بن أحمد بن (يفت) اخيار بن (يدر) ومعناه بإعجام الدال الحسن وبإهمالها يعيش بن إبراهيم الأموي وإبراهيم هذا يقال إنه من ولد عمر بن عبد العزيز وبين طبقتيهم ثلاثون رجلا. وهو قاضي قضاة محلة أبي بكر بن عمر رأس دولة المرابطين واشتق اسم قبيلته (مدلش) المجلسيون من مجلس العلم مهنة أبيهم إبراهيم ومازالت باقية في عقبه.
وأم محمد هي السيدة حفصة بنت سيدي محمد بن سيدنا عبد الله بن سيدنا المختار بن سيدنا اكنابر بن سيدنا أبي العنقاء المكنى ببنت له جميلة، بن سيدنا أُعمُر بن سيدنا مولاي عامر أبي السباع، أبي العشيرة الشريفة الشهيرة التي يمتد نسبها إلى علي بن أبي طالب بن هاشم بن عبد مناف بن قصي بن كلاب.
ولد محمد بن محمد سالم 1206 هـ وعاش 97 سنة وتوفي 1302 هـ وأرخ تلميذه محمد الخضر بن حبيب الباركي وفاته بقوله:
ودفن «دومس» قرب مدينة آوسرد المغربية. قال تلميذه زياد بن أشفغ اليدوكي:
لما اعتزل محمد سعيد (جد محمد) الحرب التي دارت رحاها بين المجلس وتندغه في أوائل القرن 11 هـ وخرج صحبة رجال من عشيرته إلى الشمال الشرقي لموريتانيا حاليا سكن مدينة تجكانت تنيكي في ازدهارها العمراني والعلمي وصاهرهم حيث تزوج ادْهَيْمَه بنت الطالب اعلي (من إديشف)، ولما دارت الحرب بين أهل تنيكي خرج منها بأسرته نحو وادان صحبة الحاج المختار ولد الطالب اعلي(أخي ادهيمة، جد عشيرة أهل الحاج المختار) اعتزالا لحرب الأشقاء التي دمرت مدينة تنيكي